# ヴァルトモア
ヴァルトモア (独: Waldmohr)はドイツ連邦共和国 ラインラント＝プファルツ州クーゼル郡にある町村。ヴァルトモア連合自治体 (独: Verbandsgemeinde Waldmohr) の行政庁所在地である。